# Gals!
Gals! (Originalschreibweise in Versalien: GALS!) ist eine Manga-Serie von Mihona Fujii, die auch als Anime mit dem Titel Super Gals! Kotobuki Ran verfilmt wurde. Das Werk schildert die Probleme und Abenteuer einer Clique von Schulmädchen, so genannten High-Gals, die die Einkaufsmeile Shibuya in Tokio unsicher machen. Shoppen und Liebesabenteuer sind dabei die Hauptbeschäftigungen. Obwohl der Humor die Serie dominiert, werden auch ernstere Themen wie Mobbing, Bandenmentalität oder brutale Lehrer angeschnitten.

## Inhalt
Das Mädchen Ran Kotobuki genießt ihr Leben als Oberschülerin in Shibuya mit ihren Freundinnen. Ihre Eltern und ihr Bruder sind bei der Polizei und wollen, dass sie eine ebensolche Laufbahn einschlägt, doch interessiert sich Ran mehr für Mode und Vergnügen. Da sie aber dennoch über einen ausgeprägten Gerechtigkeitssinn verfügt und von ihrem Vater für zehn gute Taten 500 Yen bekommt, setzt sich Ran doch immer wieder für andere ein.
Ihre Freundinnen sind Miyu Yamazaki, eine ehemalige Anführerin einer Jugendbande, und die zurückhaltende Aya Hoshino, die Ran mit ihrem Bruder aus der Prostitution geholfen hat. Zusammen mit den beiden beliebtesten Jungs der Schule, Rei Otohata und Yuya Asō, werden die Mädchen immer wieder in Abenteuer um Freundschaft, Feindschaft und Jugendkriminalität verwickelt.

## Charaktere
Ran Kotobuki (寿 蘭): Ran ist der Hauptcharakter der Serie. Das quirlige Mädchen ist die Tochter einer reinen Polizistenfamilie und soll nach Willen der Eltern auch den Polizistenberuf ergreifen. Ran wehrt sich jedoch dagegen und verbringt ihre Zeit lieber mit shoppen und der neuesten Mode. Dennoch besitzt sie ein großes Herz und einen ausgeprägten Gerechtigkeitssinn und besteht so ihre Abenteuer durchaus im Sinne ihrer Eltern. Ran ist noch Jungfrau und immer auf der Suche nach dem Richtigen, den sie in Tatsukichi findet.
Miyu Yamazaki (山咲 美由): Miyu ist Rans beste Freundin. Früher war Miyu Leaderin einer Gang (den Resistance) und machte Shibuya unsicher. Zudem machte sie auch in der Schule immer Ärger. Nach einer Prügelei mit Ran, bei der Miyu verloren hatte, löste sie die Gang jedoch auf. Sie ist mit Rans Bruder verlobt.
Aya Hoshino (星野 綾): Aya gehört ebenfalls zu Rans Freundinnen. Das stille, zurückhaltende Mädchen hat sich früher von einem älteren Mann aushalten lassen, doch nachdem Ran ihr ins Gewissen geredet hat, hat sie damit aufgehört. Sie ist mit Rei zusammen.
Yamato Kotobuki (寿 大和): Yamato ist Rans älterer Bruder. Er ist Polizist und im Revier von Shibuya tätig. Dadurch bekommt er es auch des Öfteren mit seiner Schwester zu tun. Miyu hat sich in ihn verliebt, nachdem er ihr während ihrer Gang-Zeit mal geholfen hat. Durch seinen Beruf hat er kaum Zeit für sie.
Rei Otohata (乙幡 麗): Rei ist der Mädchenschwarm der Meisho-Daiichi-Oberschule. Mit Ran kommt er in Kontakt, als diese versucht an seine Tasche zu kommen. Das gelingt ihr sogar und seitdem will es das Schicksal, dass sich ihre Wege immer kreuzen, nicht unbedingt immer zu Reis Vergnügen. Er jobbt als DJ.
Yuya Asō (麻生 裕也): Yuya ist nach Rei der beliebteste der Meisho-Daiichi-Oberschule. Er ist Reis bester Freund und immer mit ihm zusammen. Nachdem er Ran kennengelernt hat, verliebt er sich in sie. Zu seinem Unglück beachtet sie ihn kaum und geht auf seine Flirtversuche nicht ein. Sein Unglück verstärkt sich, als Tatsuki Kuroi auftaucht. Durch ein Missverständnis wird er Mamis Freund.
Sayo Kotobuki (寿 沙夜): Sayo ist die kleine Schwester von Ran. Im Gegensatz zu dieser will sie unbedingt Polizistin werden und übt schon mal, indem sie Ran und ihre Freundinnen beschattet (weil bei Ran immer was los ist). Allerdings geht sie dabei etwas tollpatschig vor, denn sie fällt oft, obwohl es gar keinen Grund gibt. Das nach einem verunglückten Haarschnitt immer einen Hut tragende Mädchen hat schon einen festen Freund.
Mami Honda (本多 マミ): Mami ist das angesagteste High-Gal des Bezirks Ikebukuro. Nachdem sie mit Ran zusammengestoßen ist, entstand ein Streit darüber wer das High-Gal Tokios ist. Mami versucht Ran immer eins auszuwischen, zieht dabei aber den kürzeren. Nachdem Ran ihr und Harue im wahrsten Sinn des Wortes den Kopf gewaschen hat, werden sie sogar mehr oder weniger Freunde. Trotzdem herrscht immer noch ein Konkurrenzkampf zwischen ihnen. Sie geht mit Yuya.
Harue Kudō (工藤 ハルエ): Harue ist Mamis beste Freundin und ebenfalls ein Bukuro-Gal. Sie war früher Mitglied der Gang „Eagles“ und einer von Miyus Erzfeinden. Früher wohnte sie in Shibuya, aber nach einer Abreibung von Miyu konnte sie sich dort nicht mehr blicken lassen. Sie ist nun ebenfalls mit Rans Clique befreundet.

## Hintergründe
Die „Kogals“ oder „Ganjiros“ sind in Japan besonders extrovertierte, freche und extravagante Mädchen. Neben dieser Szene bildet der Manga auch andere Phänomene, wie Jugendkriminalität, in den japanischen Großstädten ab.

## Manga
In Japan erschien die Serie von Dezember 1998 bis April 2002 im Ribon, einem Manga-Magazin hauptsächlich für Mädchen, beim Shūeisha-Verlag und wurde mit zehn Bänden abgeschlossen.
Der Manga erschien auf Englisch bei CMX Manga, auf Französisch bei Glénat und wurde auch ins Spanische und Niederländische übersetzt. In Deutschland erschien Gals! von April 2005 bis August 2006 bei Egmont Manga und Anime. Die deutsche Übersetzung stammt von Antje Bockel.

## Anime
2001 produzierte das Studio Pierrot einen 52-teiligen Anime zum Manga. Regie führte Tsuneo Kobayashi und das Charakterdesign entwarfen Hiroto Tanaka und Yuko Kusumoto. Der künstlerische Leiter war Junichi Higashi. Die Serie wurde von 1. April 2001 bis zum 31. März 2002 unter dem Titel Super Gals! Kotobuki Ran (超GALS!寿蘭, Sūpā Gyaruzu! Kotobuki Ran) auf dem japanischen Fernsehsender TV Tokyo ausgestrahlt.
Der Anime wurde auf Englisch von Anime Selects ausgestrahlt und erschien auf DVD, ebenso erfolgte eine Ausstrahlung im Fernsehen in Spanien, Italien und den Philippinen.

### Synchronisation
| Rolle           | japanischer Sprecher (Seiyū) |
| --------------- | ---------------------------- |
| Ran Kotobuki    | Megumi Toyoguchi             |
| Miyu Yamazaki   | Haruna Ikezawa               |
| Aya Hoshino     | Oma Ichimura                 |
| Yamato Kotobuki | Hiroki Takahashi             |

### Musik
Die Musik der Serie wurde komponiert von Hikaru Nanase. Für den Vorspann verwendete man das Lied A-I-TSU von Dicot, für den Abspann Dakishimetai von Jungle Smile.

## Rezeption
Laut der AnimaniA bietet Gals trotz textlastigkeit eine einfach gestrickte Geschichte ohne große Spannung und Überraschungen. Zeichnerisch sei der Manga gelungen, die Hintergründe und Charaktere detailliert. Jedoch seinen die weiblichen Figuren nur anhand ihrer Frisuren zu unterscheiden.
Die Fachzeitschrift MangasZene schreibt von einem fröhlichen Zeichenstil, und unübertroffenen „Fratzen und Gagszenen“. Bei der Anime-Adaption sei die Animation guter Fernsehdurchschnitt und die Charakterdesigns hielten sich nahe am Original. Auch die Besetzung der japanischen Sprecher sei gelungen.
Malindy Hetfeld von Splashcomics lobt die detaillierte Zeichnung der Figuren, Kleidung und Hintergründe. Die deutsche Übersetzung sei gelungen. Das Werk biete zunächst sympathische Charaktere und lustige Geschichten aus dem japanischen Schulmädchen-Alltag, auch wenn die Unterhaltung für manche zu seicht sei. Bei den weiteren Bänden könnten jedoch die sich nicht verändernden Figuren ihren Reiz verlieren, einige Späße würden albern. Einzelne Bände, wie der vierte, seinen jedoch wieder gelungen.